# Південнослов'янський пансіон
Південнослов'янський пансіон — навчальний заклад, що існував наприкінці XIX століття у місті Миколаїв та Дрогичин.

## Історія

### Перше створення
Спочатку заклад було створено при Миколаївській 1-й Олександрівській реальній гімназії 9 червня 1862 року. У ньому виховувалося 27 болгарських і 2 сербських учня, на утримання яких скарбницею виділялося по 15 копійок на день. Крім того, у пансіоні виховувалися учні Чорноморської штурманської роти, яку незадовго до цього розквартирували. При цьому, якщо вони вибули, то їх заміщували вихідцями з Балкан.
Однак 1 січня 1866 року цей пансіон припинив існування. Це було пов'язано з переходом міста Миколаєва під юрисдикцію Миколаївського військового губернатора віце-адмірала Богдана Олександровича фон Глазенапа, який запропонував міністру народної освіти Олександру Васильовичу Головніну ліквідувати пансіон. Вихованців розподілили по сім'ям жителів Миколаєва, переважно німецького походження, кожна з яких отримала по 300 рублів на рік на утримання вихованця.

### Відродження
Відроджений як приватний навчальний заклад Найвищим велінням 10 лютого 1867 року. Діяти почав 1 березня 1867 року у Миколаєві (вулиця Нікольська, 65; будівля знесена 1990 року) Керівником пансіону було призначено болгарського просвітителя та педагога Федіра (Тодора) Миколайовича Мінкова, який доклав сприяв відтворенню закладу. У березні 1868 року він так формулював свої цілі: 
|  | Я гаряче співчуваю долям південно-слов'янських народів, в освіті їх бачу єдиний засіб до відродження національності… Чи досягну я своєї мети у справі освіти болгарського юнацтва, це може виявитися лише з часом; передчасні похвали та осуду я вважаю недоречними… За мною залишається лише праця та полум'яне бажання направити моральний розвиток ввірених мені юнаків до всього доброго та чесного. Я бажаю вселити юнацтву полум'яну любов до загальної нашої батьківщини. |

Пансіон став унікальним навчальним закладом, у якому представники південнослов'янських націй отримували у повному розумінні слова національне виховання, яке не могли отримати у межах Османської імперії. Крім болгар, сербів та чорногорців, у пансіоні вчилося також небагато чехів, українців, росіян, румунів, хорватів, албанців та православних арабів.
До штату пансіону входили 3 наглядачі, вчителі церковного співу та музики, танців, лікар і 16 осіб обслуги. Відвідавши пансіон у 1869 році російський історик Ніл Олександрович Попов відзначав, що «всередині приміщення відрізняється взагалі охайністю, а прийомна кімната навіть витонченістю. Їдальня, спальні, бібліотека, класні кімнати прибрані просто, але чисто». А газета «Новоросійський Телеграф» (14 червня 1870, № 130) писала: «З матеріального боку пансіон влаштований не лише зручно, але навіть розкішно… Ми розмовляли з багатьма учнями та знайшли у них світлі поняття про свою батьківщину та гарячі бажання служити на її користь. З цих молодих людей буде пуття».
Плата за виховання у пансіоні на момент заснування становила 200 рублів сріблом на рік, потім вона була підвищена до 300. Тим не менш пансіон не лише не приносив Ф. Н. Мінкову ніякого доходу, але і постійно вимагав грошових вливань з його власних коштів. Газета «Новоросійський Телеграф» зазначала: «Взагалі слід дивуватися, яким чином п. Мінков управляється з вмістом пансіону при нинішній дорожнечі і при обмеженій платі, яку сплачують сповна лише близько 60 учнів. Очевидно, що утримувачу необхідно приплачувати своїми грошима».
У пансіоні виховувалися багато відомих революціонери та політичні діячі балканських країн — генерал Симеон Ванко, письменник Георгій Стаматі, учасник квітневого повстання Панайот Волов, громадська діячка Катерина Каравелова, профспілковий діяч Георгі Кірк, Олександр Малинов, що п'ять разів обіймав посаду прем'єр-міністра Болгарії та інші.
Пансіон існував у Миколаєві до 1892 року, після чого було переведено до білоруського міста Дрогичин (заняття проходили також у маєтку Ф. Н. Мінкова Ровіни Кобринського повіту Гродненської губернії). Білоруський пансіон мав уже військовий відтінок — його учні надалі вступали у російські кадетські корпуси. Пансіон припинив існування у 1906 р. зі смертю Ф. Н. Мінкова. За 1867-92 роки його закінчили, за різними оцінками, від 400 до 800 осіб, багато з яких стали відомими у Болгарії та Росії; загальне число випускників за період 1867—1906 років невідоме.

## Спадщина
Традиції пансіону продовжує створений у 2007 році у Миколаєві Південнослов'янський інститут, який у 2012 році під своєю назвою увійшов у структуру Миколаївського національного університету.

## Вихованці
За 25 років існування в стінах закладу отримали освіту близько 800 болгарських юнаків та понад 50 представників інших народів Балканського півострова (серби, чорногорці та інші).
Серед вихованців пансіону були майбутні керівники національно-визвольного руху болгарського народу, такі як Панайот Волов, Атанас Узунов, Петро Єнчев, Михаїл Греков. Тут навчались письменники Алеко Константинов, Георгі Стоматов, один з засновників Болгарської робітничої соціал-демократичної партії Георгі Кірков.
Колишні вихованці пансіону Александр Малинов і Теодор Теодоров очолювали уряд Болгарії. В різні роки міністрами в болгарському уряді були колишні пансіонери: Константин Никифоров, Петро Пєшев, Петро Абрашев, Константин Писарєв, Димитр Тончев.